# Самсёйпоу

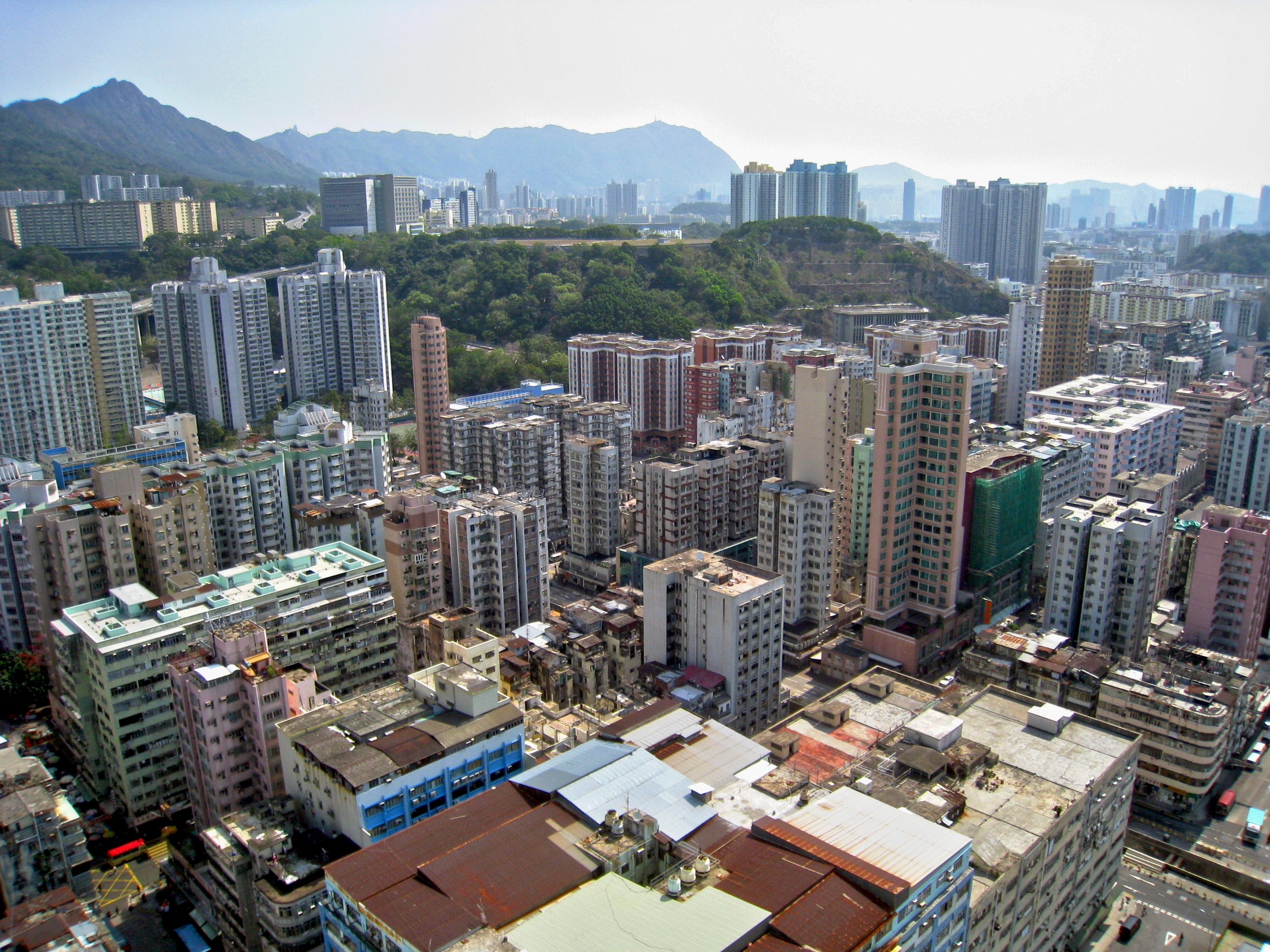
Шам-Шуй-По

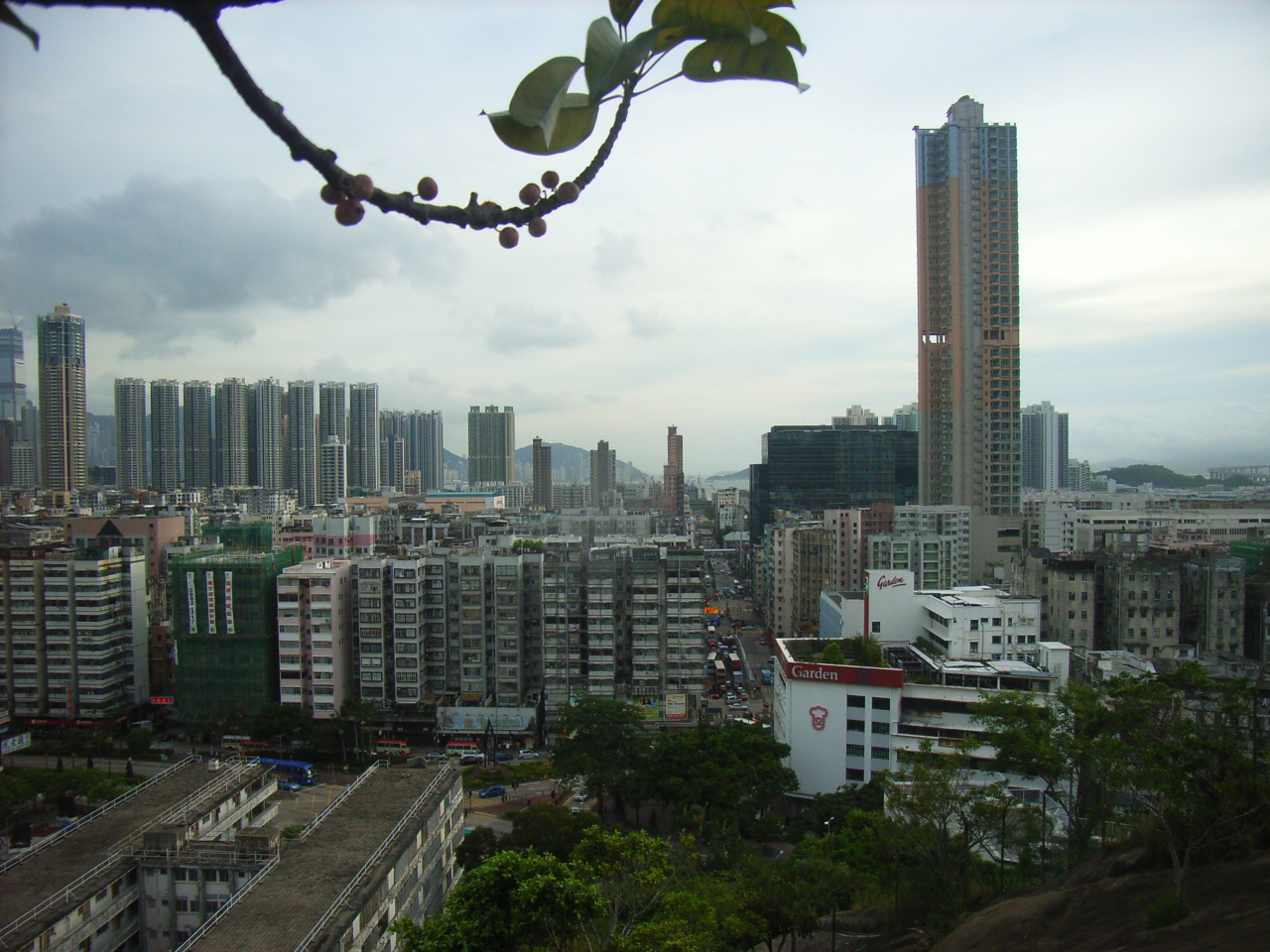
Шам-Шуй-По

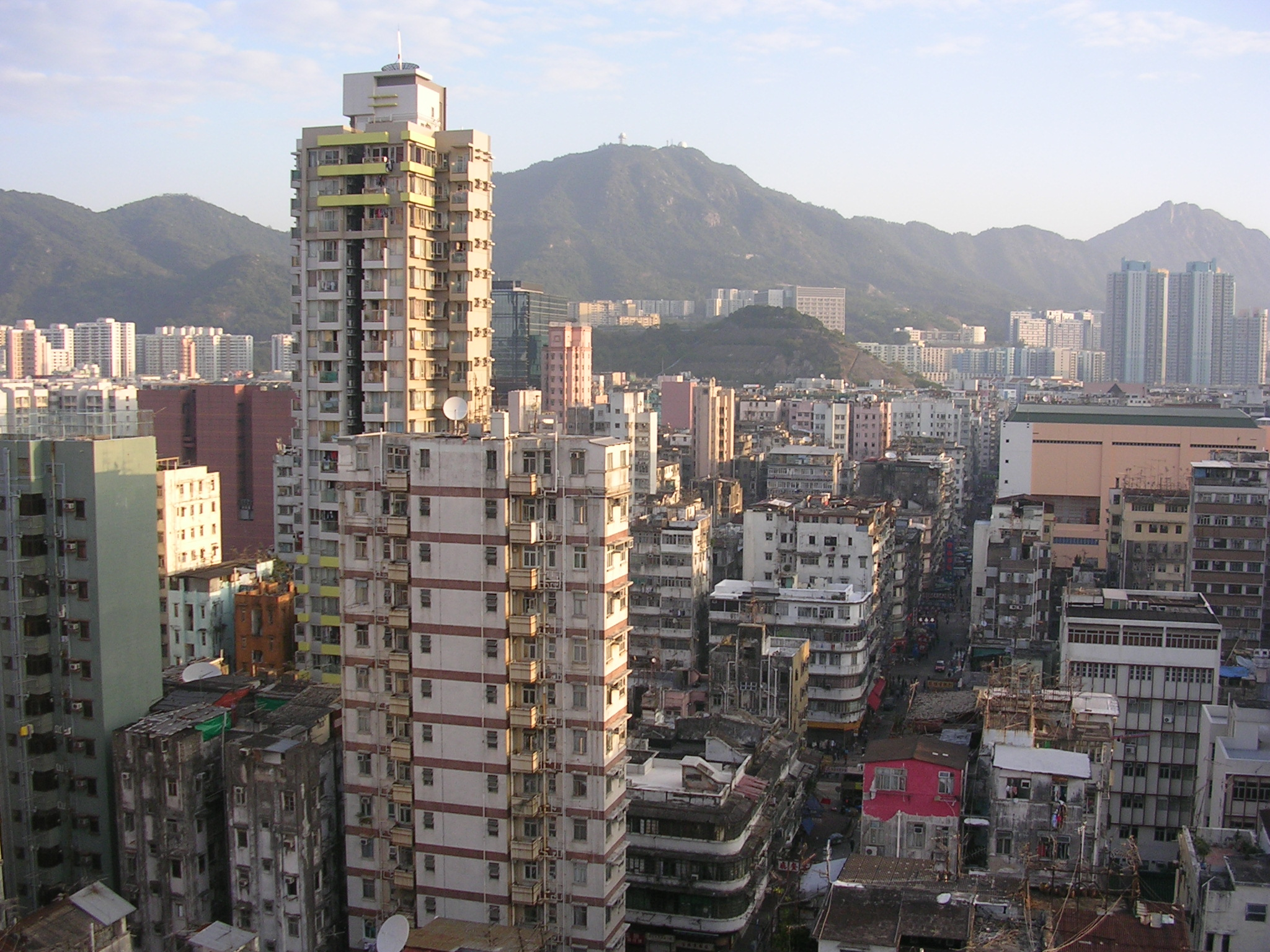
Шам-Шуй-По

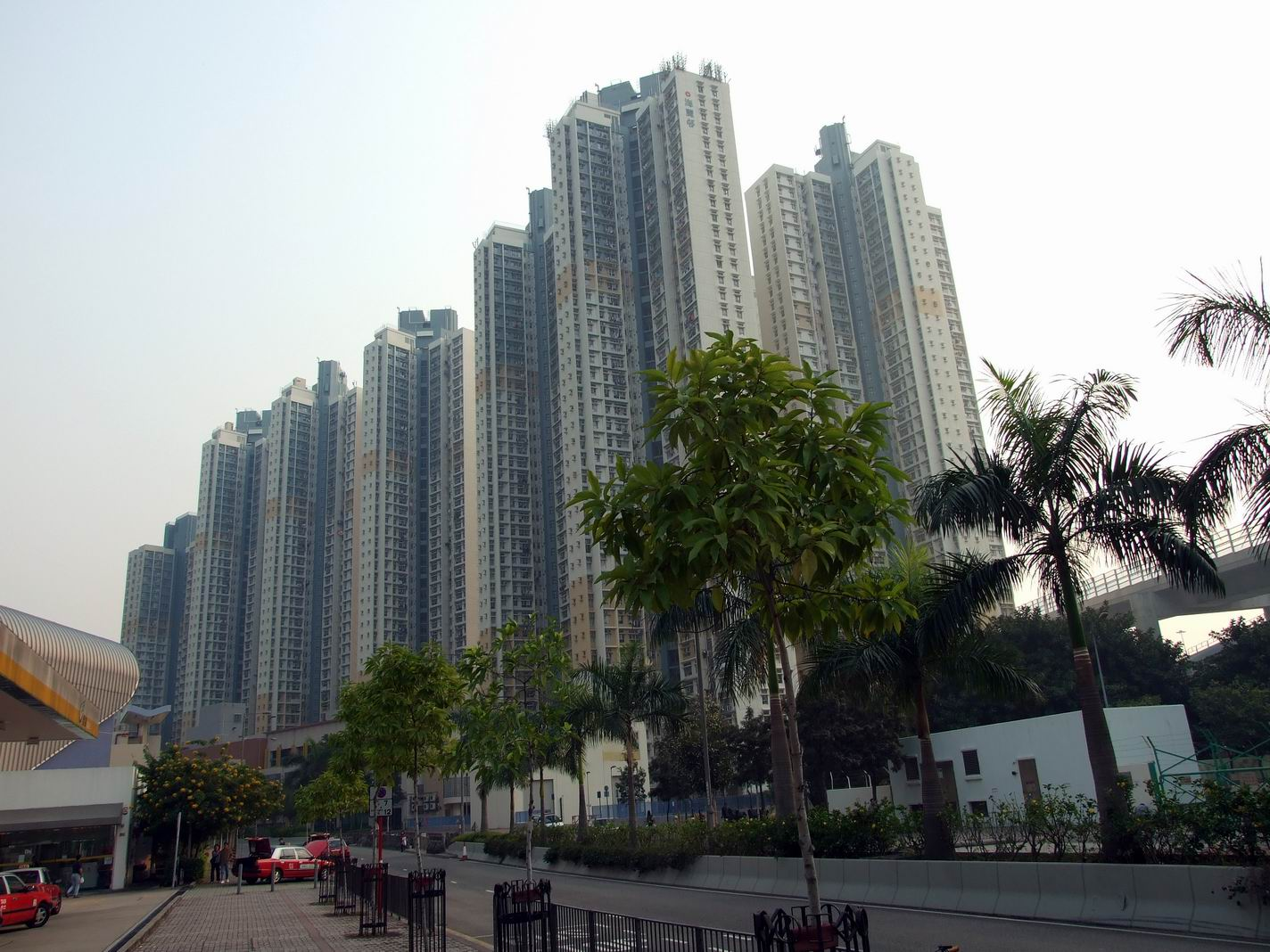
Шам-Шуй-По

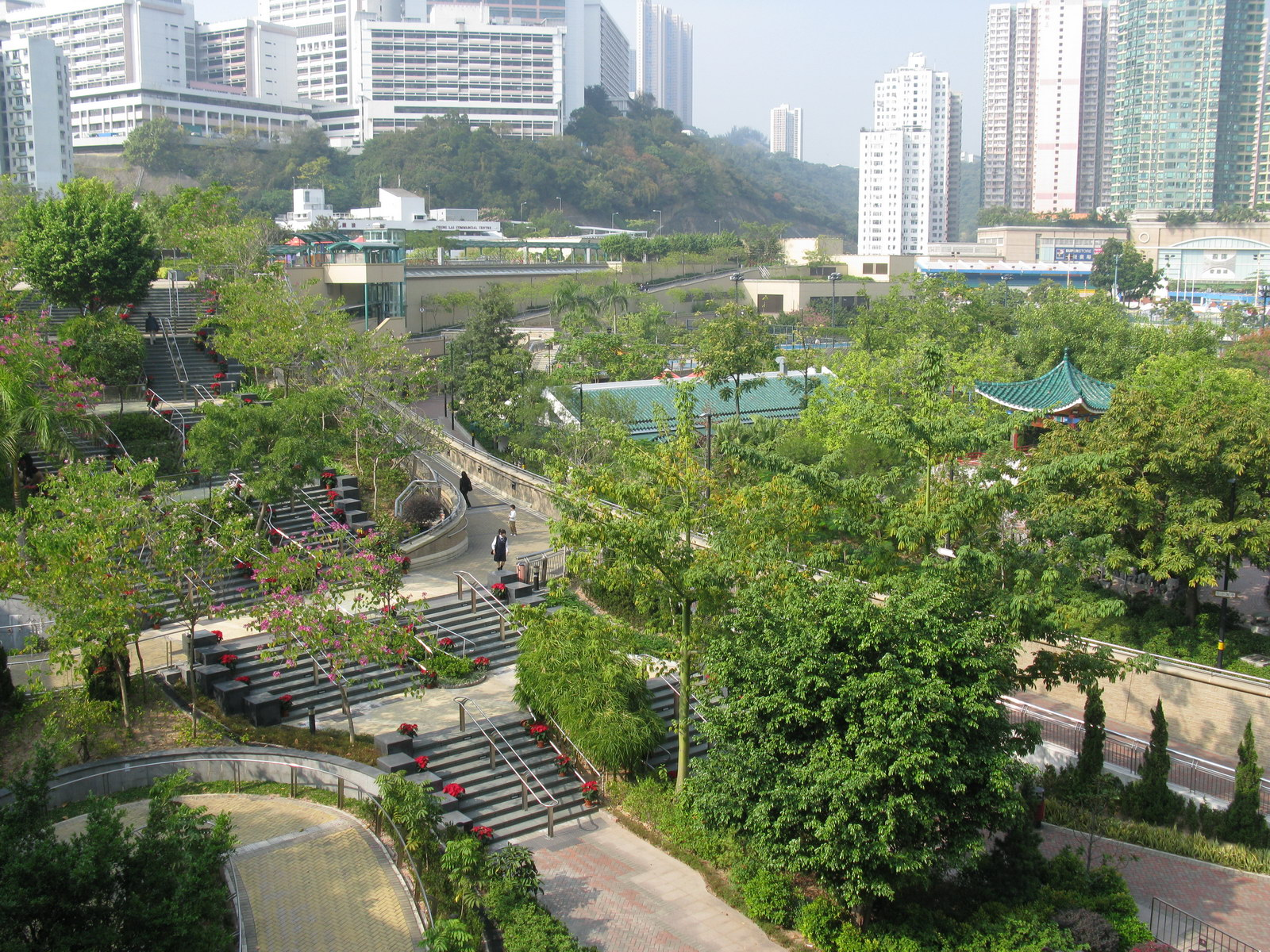
Шам-Шуй-По

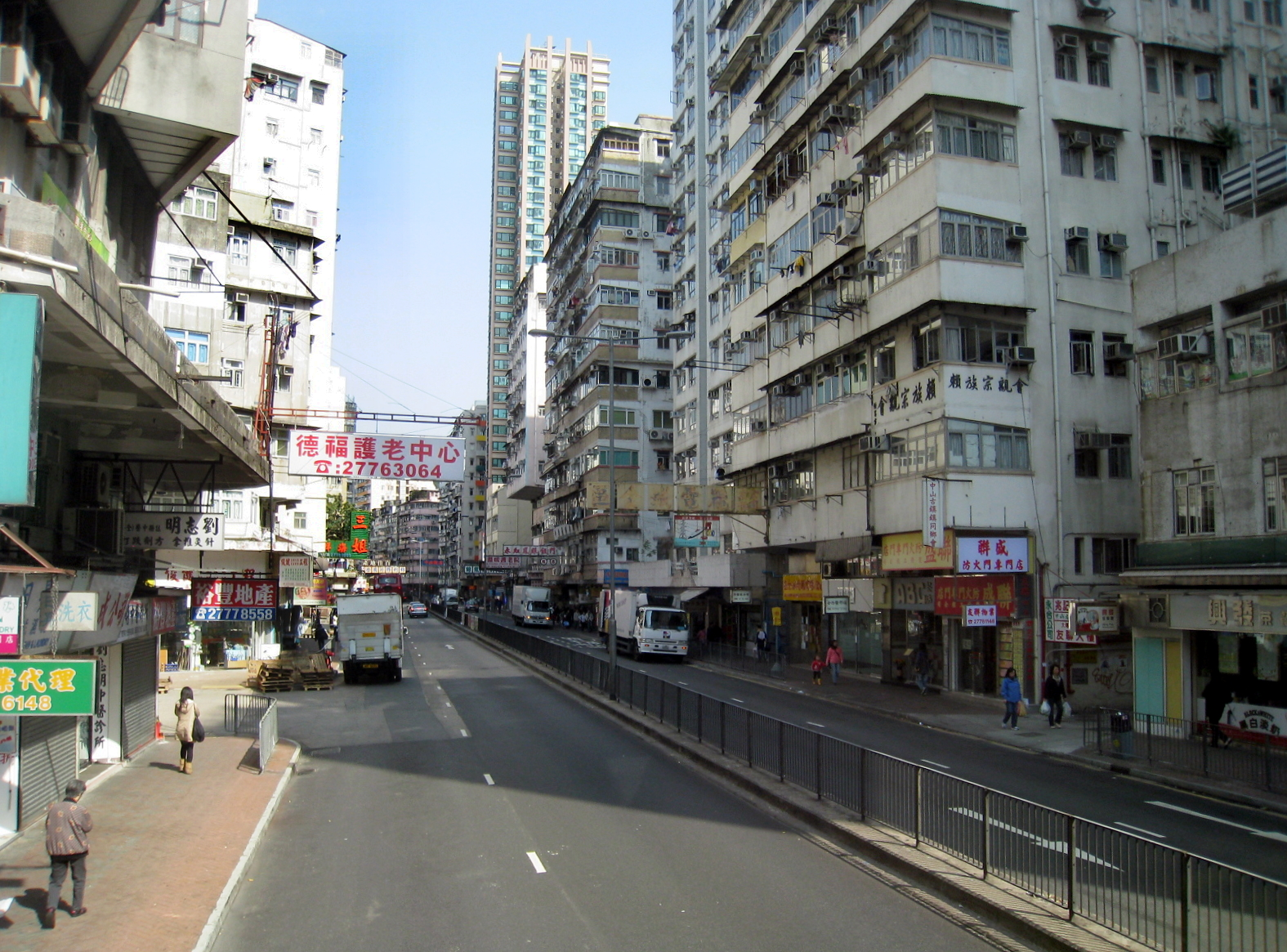
Шам-Шуй-По

Самсёйпоу? (иер. 深水埗, ютпх. Sam1seoi2bou2, кит.-рус. Шэньшуйбу), также Шам-Шуй-По (англ. Sham Shui Po) — один из 18 округов Гонконга. Расположен в северо-западной части Коулуна.

## Население
В 2006 году в округе проживало 366 тыс. человек; он считается одним из беднейших округов Гонконга.

### Религия
В округе расположены храмы Сам Тай и Пак Тай.

## Экономика
В округе базируются штаб-квартиры корпораций «Li & Fung» и «Tommy Hilfiger». На острове Стоункаттерс расположены правительственные доки и комплекс очистных сооружений.

### Торговля
Крупнейшие торговые центры округа — «Драгон Сентр», «Фестивал Уолк», «Чёнг Ша Ван Плаза», «Метро Шам Шуй», «Голден», «Пак Тин», «Чинг Лай Корт», «Ноб Хилл», «Хой Лай», «Фу Чёнг». Большое число магазинов расположено на торговых улицах Чэунг Ша Ван Роуд (славится оптовыми магазинами одежды), Аплиу Стрит, Ки Лунг Стрит, Рэй Хо Стрит. Также популярны у жителей рынок электроники на Аплиу Стрит, «блошиный» рынок на Фук Ва Стрит, оптовый рыбный рынок на Чэунг Ша Ван Роуд, продуктовый рынок на Ки Лунг Стрит.

## Транспорт
- Округ обслуживают четыре линии MTR: «Цюн-Ван», «Вест-Рейл», «Квун-Тонг» и «Тунг-Чун»
- В округе существует разветвленная сеть автобусных маршрутов

## Достопримечательности
- Парк развлечений Лай Чи Кок

### Крупнейшие здания
- Комплекс «Манхэттен-Хилл» (две 51-этажные и три 49-этажные башни по 198 метров)
- Комплекс «Пасифика» (две 59-этажные и четыре 50-этажные башни по 197 метров)
- Комплекс «Баньян-гарден» (три 57-этажные башни по 191 метру и 54-этажная башня в 183 метра)
- Комплекс «Либерте» (три 51-этажные башни по 181 метру и две 52-этажные по 180 метров)

### Музеи и галереи
- Музей ханьской гробницы Лэй Чэнг Ук

### Парки
- Лайон-Рок Каунтри Парк
- Кам-Шан Каунтри Парк
- Парк Шам-Шуй-По
- Парк Нам-Чёнг
- Парк Шек-Кип-Мей
- Парк Лай-Чи-Кок
- Парк Фа-Хюй
- Парк Фан-Шуй
- Парк Тунг-Чау-Стрит

## Образование
- Городской университет Гонконга
- Гонконгский баптистский университет
- Кампус Колледжа искусств и дизайна Саванны
- Техническая школа Коулуна
- Колледж Холи Тринити
- Колледж Инг Ва

## Здравоохранение
- Медицинский центр Каритас
- Госпиталь Лай Чи Кок

## Спорт
- Спорткомплекс Шам-Шуй-По
- Бассейн Шам-Шуй-По